# Прыжки в воду на летних Олимпийских играх 2000
Прыжки в воду на летних Олимпийских играх 2000 в Сиднее прошли с 22 по 30 сентября. В программу игр было включено сразу четыре новые дисциплины. К уже имеющимся прыжкам с трамплина и вышки добавились синхронные прыжки с данных снарядов.
Россиянин Дмитрий Саутин установил уникальное достижение — он выиграл медали во всех 4 видах программы.

## Медали

### Общий зачёт
(Жирным выделено самое большое количество медалей в своей категории; принимающая страна также выделена)
| Общее количество медалей |           |        |         |        |       |
| Место                    | Страна    | Золото | Серебро | Бронза | Всего |
| 1                        | Китай     | 5      | 5       | 0      | 10    |
| 2                        | Россия    | 2      | 1       | 2      | 5     |
| 3                        | США       | 1      | 0       | 0      | 1     |
| 4                        | Канада    | 0      | 1       | 1      | 2     |
| 5                        | Мексика   | 0      | 1       | 0      | 1     |
| 6                        | Австралия | 0      | 0       | 2      | 2     |
| 6                        | Германия  | 0      | 0       | 2      | 2     |
| 8                        | Украина   | 0      | 0       | 1      | 1     |
| Всего:                   | Всего:    | 8      | 8       | 8      | 24    |

### Медалисты

#### Мужчины
| Дисциплина                   | Золото                                  | Серебро                                       | Бронза                                  |
| Трамплин, 3 метра            | Сюн Ни Китай                            | Фернандо Платас Мексика                       | Дмитрий Саутин Россия                   |
| Синхронный трамплин, 3 метра | Китай · Сюн Ни · Сяо Хайлян             | Россия · Дмитрий Саутин · Александр Доброскок | Австралия · Роберт Ньюбери · Дин Пулпар |
| Вышка, 10 метров             | Тянь Лян Китай                          | Ху Цзя Китай                                  | Дмитрий Саутин Россия                   |
| Синхронная вышка, 10 метров  | Россия · Дмитрий Саутин · Игорь Лукашин | Китай · Тянь Лян · Ху Цзя                     | Германия · Ян Хемпель · Хайко Майер     |

#### Женщины
| Дисциплина                   | Золото                               | Серебро                               | Бронза                                  |
| Трамплин, 3 метра            | Фу Минся Китай                       | Го Цзинцзин Китай                     | Дорте Линднер Германия                  |
| Синхронный трамплин, 3 метра | Россия · Вера Ильина · Юлия Пахалина | Китай · Фу Минся · Го Цзинцзин        | Украина · Анна Сорокина · Елена Жупина  |
| Вышка, 10 метров             | Лора Уилкинсон США                   | Ли На Китай                           | Анн Монтмини Канада                     |
| Синхронная вышка, 10 метров  | Китай · Ли На · Сан Сюэ              | Канада · Эмили Хейманс · Анн Монтмини | Австралия · Ребекка Гилмор · Луди Турки |

## Судьи
- Вальтер Альт
- Мадлен Ева Барнетт[англ.]
- Беверли Бойс[англ.]
- Ханс-Петер Бурк
- Мишель Буссар
- Сидни Бутройд
- Ван Фачэн
- Михаэль Гайсбюлер
- Деннис Гир
- Олег Зайцев
- Бенте Йонсон
- Феликс Кальдерон
- Альберто Капилья[англ.]
- Ильдико Келемен[венг.]
- Хулия Крус[англ.]
- Матс Линдберг
- Стив Макфарланд
- Хесус Мена[нем.]
- Хассан Мостафа
- Роландо Руис Педрегуэра[англ.]
- Кэти Симен[англ.]
- Антеа Стюарт
- Сюй Имин
- Свен Эгиль Фолвик
- Петер Хубер[англ.]
- Робин Худ
- Мария Чермакова